# Jódar
Jódar è un comune spagnolo di 12 168 abitanti situato nella comunità autonoma dell'Andalusia.

## Geografia fisica
Nella parte settentrionale scorre il Guadalquivir.